# 원흥 (정안국)
원흥(元興)은 정안국의 국왕 오현명의 연호이다. 976년부터 986년 동안 사용하였다. 정안국은 처음에는 열만화가 성립하였으나 오현명에 의해 정권이 바뀌었다. 10년 후, 거란에 의해 멸망하였다.

## 같이 보기
- 정안국